# Vitricythara metria
Vitricythara metria é uma espécie de gastrópode do gênero Vitricythara, pertencente a família Mangeliidae.